# Carlsberg
Carlsberg este o companie care produce bere din Copenhaga. A fost fondată în anul 1847 de J. C. Jacobsen. Produce și berea Tuborg, care a apărut în anul 1873. În prezent, sponzorizează UEFA Europa League și clubul Liverpool F.C.